# Wiedemannia ariolae
Wiedemannia ariolae är en tvåvingeart som beskrevs av Pusch 1996. Wiedemannia ariolae ingår i släktet Wiedemannia och familjen dansflugor. Inga underarter finns listade i Catalogue of Life.